# SMS Kaiser (1911)
O SMS Kaiser foi um couraçado operado pela Marinha Imperial Alemã e a primeira embarcação da Classe Kaiser, seguido pelo SMS Friedrich der Grosse, SMS Kaiserin, SMS Prinzregent Luitpold e SMS König Albert. Sua construção começou em dezembro de 1909 no Estaleiro Imperial de Kiel e foi lançado ao mar em março de 1911, sendo comissionado na frota alemã em agosto do ano seguinte. Era armado com dez canhões de 305 milímetros em cinco torres de artilharia duplas, tinha um deslocamento carregado de 27 mil toneladas e alcançava uma velocidade máxima de 21 nós.
O Kaiser teve um início de carreira tranquilo que consistiu principalmente em exercícios de rotina com o resto da frota, realizando também em 1913 um grande cruzeiro para a América do Sul e África. A Primeira Guerra Mundial começou no ano seguinte e o navio participou de maioria das operações navais e surtidas realizadas pela Frota de Alto-Mar alemã durante o conflito. Esteve presente em meados de 1916 na Batalha da Jutlândia, também dando apoio para a Operação Albion em setembro de 1917 e participando da Segunda Batalha da Angra da Heligolândia em outubro.
A Alemanha foi derrotada em novembro de 1918 e o Kaiser se rendeu para a Grande Frota britânica no mesmo mês, sendo internado junto com o resto da Frota de Alto-Mar em Scapa Flow, nas Ilhas Órcades. Permaneceu imobilizado no local pelos meses seguintes enquanto o Tratado de Versalhes era negociado. O couraçado acabou deliberadamente afundado por sua própria tripulação em 21 de junho de 1919 para que não fosse tomado pelos britânicos. Ele afundou em água rasa e seus destroços foram reflutuados em meados de 1929 e desmontados logo no ano seguinte.

## Projeto
O programa de construção alemão de 1909 incluiu os dois últimos membros da Classe Helgoland, juntamente com dois encouraçados adicionais a serem construídos com um novo design. A principal mudança pretendia ser a adoção de turbinas a vapor em favor de motores a vapor de expansão tripla usados nos navios anteriores. A economia de espaço das turbinas permitiu um arranjo de superdisparo mais eficiente da bateria principal, seguindo o mesmo modelo dos Moltke. O layout da blindagem dos novos navios foi significativamente melhorado em relação aos projetos anteriores; a Classe Kaiser também era muito superior em características defensivas às suas contrapartes britânicas das classes King George V e Iron Duke, mesmo que marcadamente inferior em termos de poder de fogo.
O navio tinha 172,40 metros de comprimento total e deslocava um máximo de 27 mil toneladas com carga máxima. Ele tinha uma boca de 29 metros e um calado de 9,10 metros para frente e 8,80 metros à popa. O Kaiser era movido por três conjuntos de turbinas Parsons, abastecidos com vapor por dezesseis caldeiras aquatubulares alimentadas por carvão. O motor permitia uma velocidade máxima de 23,4 nós (43,3 quilômetros por hora). Ele transportava 3 600 toneladas de carvão, o que permitia um alcance máximo de 7 900 milhas náuticas (14 600 quilômetros) a uma velocidade de cruzeiro de 12 nós (22 quilômetros por hora).
O Kaiser estava armado com uma bateria principal de dez canhões SK L/50 de 305 milímetros em cinco torres gêmeas. O navio dispensou o arranjo hexagonal ineficiente dos couraçados alemães anteriores; em vez disso, três das cinco torres foram montadas na linha central, com duas delas dispostas em um par de posições de superdisparo na popa. As outras duas torres foram colocadas em escalão a meio do navio, para que ambas pudessem disparar do costado. O navio também estava armado com uma bateria secundária de quatorze canhões SK L/45 de 150 milímetros em casamatas a meia-nau. Para defesa de curto alcance contra torpedeiros, ele carregava oito canhões SK L/45 de 88 milímetros em casamatas. O navio também estava armado com quatro canhões antiaéreos L/45 de 88 milímetros. O armamento do navio era complementado por cinco tubos de torpedo de 500 milímetros, todos montados no casco do navio; um estava na proa e os outros quatro na lateral.
Seu cinto blindado principal era de 350 milímetros de espessura na cidadela central e era composto de blindagem cimentada Krupp (KCA). As torres de artilharia da bateria principal eram protegidas por 300 milímetros de KCA nas laterais e faces. A torre de comando do Kaiser era fortemente blindada, com lados de 400 milímetros.

## Histórico de serviço
Encomendado sob o nome do contrato "Ersatz Hildebrand" como um substituto para o navio de defesa costeira Hildebrand, o Kaiser foi batido no Estaleiro Imperial em Kiel em setembro de 1909. O casco foi concluído em 22 de março de 1911, quando o navio foi lançado; esta data foi escolhida especificamente, pois era o aniversário do Kaiser (Imperador) Wilhelm I. Seu neto, Kaiser Guilherme II, compareceu à cerimónia de lançamento, onde o chanceler alemão Theobald von Bethmann Hollweg fez um discurso enquanto Kaiserin (Imperatriz) Augusta Victoria batizou o navio. Começaram então os trabalhos de adaptação, que foram concluídos no final de julho de 1912. Em 1º de agosto, o navio foi comissionado para testes no mar. Estas foram concluídas em 7 de dezembro; no dia seguinte, o Kaiser juntou-se à frota como o carro-chefe da V Divisão. Sua tripulação era composta em grande parte por homens que haviam sido transferidos dos couraçados Elsass e Braunschweig recentemente desativados.

Kaiser em 1912

Depois de se juntar à frota ativa em dezembro de 1912, o Kaiser estava estacionado em Kiel. O navio então conduziu treinamento individual. Em fevereiro de 1913, o Kaiser foi transferido para Wilhelmshaven, junto com seu navio irmão Friedrich der Grosse. Ele então participou de vários exercícios de treinamento com o restante da Frota de Alto Mar. Estes incluíram manobras no Mar do Norte em março e abril, exercícios de artilharia no Báltico no final do mês e mais manobras de frota em maio. Em junho, o Kaiser participou da regata da Semana de Kiel. O Kaiser Wilhelm II e o rei italiano Victor Emmanuel III inspecionaram o navio. O cruzeiro anual de verão para a Noruega era realizado em julho e agosto, seguido imediatamente pelas manobras de outono em agosto e setembro. Em setembro de 1913, o capitão Adolf von Trotha tornou-se o comandante do navio, cargo que ocupou até janeiro de 1916.
O Kaiser foi selecionado para participar de um cruzeiro de longa distância para testar a confiabilidade do novo sistema de propulsão por turbina. O navio foi acompanhado por seu irmão König Albert e pelo cruzador leve Strassburg em uma "Divisão Destacada" especial. O trio partiu da Alemanha em 9 de dezembro de 1913 e seguiu para as colônias alemãs na África Ocidental. Os navios visitaram Lomé na Togolândia, Duala e Victoria em Kamerun e Swakopmund no sudoeste da África alemã. Da África, os navios partiram para Santa Helena e depois para o Rio de Janeiro, chegando em 15 de fevereiro de 1914. O Starssburg foi destacado para visitar Buenos Aires, na Argentina, antes de retornar para encontrar os dois encouraçados em Montevidéu, no Uruguai. Os três navios navegaram para o sul ao redor do Cabo Horn e depois para o norte até Valparaíso, no Chile, chegando em 2 de abril e permanecendo por mais de uma semana.
Em 11 de abril, os navios partiram de Valparaíso para a longa viagem de volta à Alemanha. Na viagem de volta, os navios visitaram vários outros portos, incluindo Bahía Blanca, na Argentina, antes de retornar ao Rio de Janeiro. Em 16 de maio, os navios partiram do Rio de Janeiro para a parte atlântica da viagem; eles pararam em Cabo Verde, Madeira e Vigo, na Espanha, a caminho da Alemanha. O Kaiser, König Albert, e o Strassburg chegaram a Kiel em 17 de junho de 1914. No decorrer da viagem, os navios percorreram cerca de 20 mil milhas náuticas (37 mil quilômetros). Uma semana depois, em 24 de junho, a Divisão Destacada foi dissolvida e o Kaiser retornou ao III Esquadrão. O navio então participou de exercícios de esquadrão em julho. O couraçado juntou-se à Frota de Alto Mar para seu cruzeiro anual de verão para a Noruega em julho de 1914, cerca de duas semanas após o assassinato do arquiduque Francisco Ferdinando em Sarajevo. Como resultado do aumento das tensões internacionais, o cruzeiro foi interrompido e a frota alemã estava de volta a Wilhelmshaven em 29 de julho. À meia-noite de 4 de agosto, o Reino Unido declarou guerra à Alemanha.

### Primeira Guerra Mundial

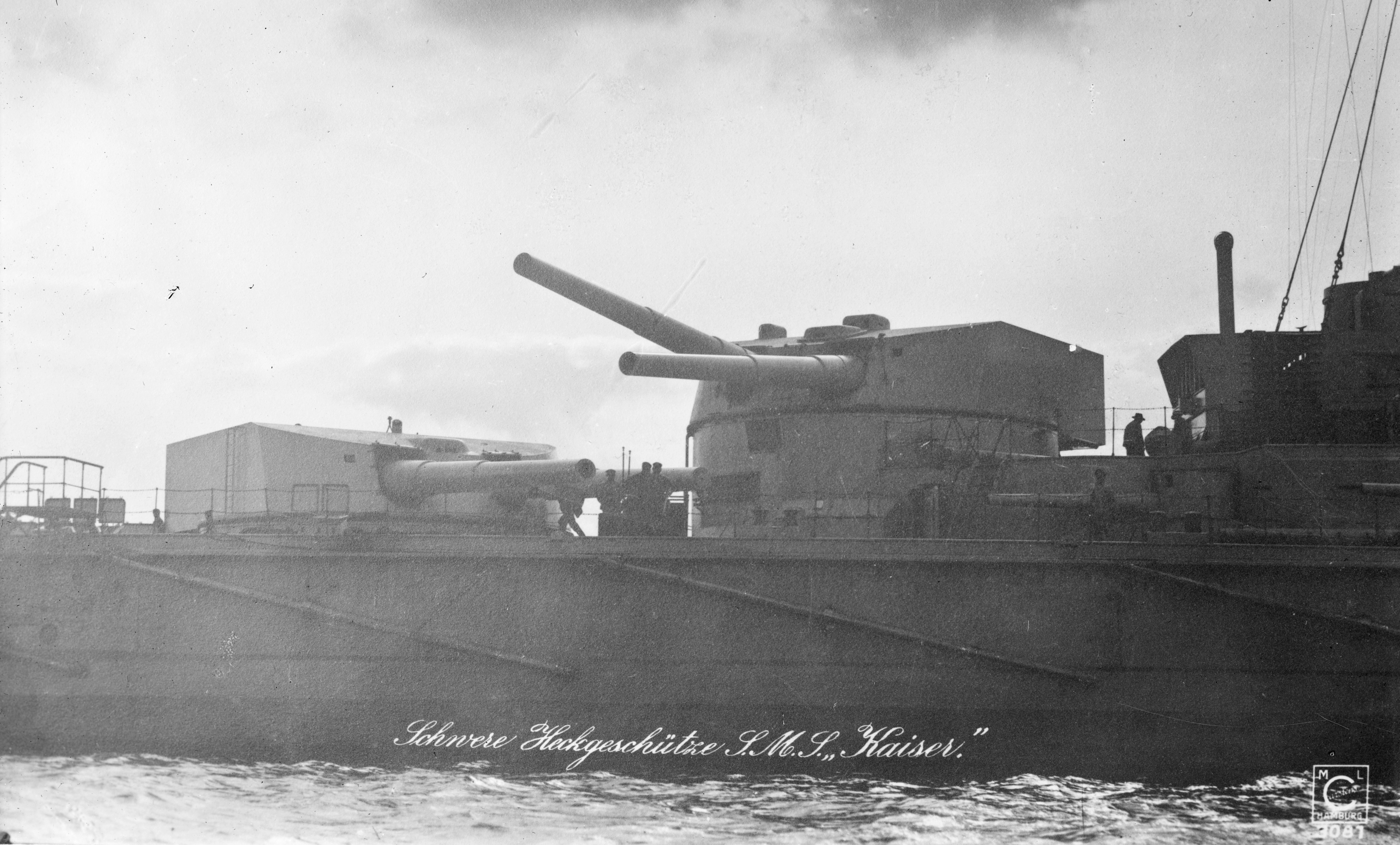
Torres de superdisparo do Kaiser

A Frota de Alto Mar, incluindo o Kaiser, realizou uma série de varreduras e avanços no Mar do Norte. O primeiro ocorreu em 2–3 de novembro de 1914, embora nenhuma força britânica tenha sido encontrada. O almirante Friedrich von Ingenohl, comandante da Frota de Alto Mar, adotou uma estratégia na qual os cruzadores de batalha do I Grupo de Reconhecimento do contra-almirante Franz von Hipper invadiam cidades costeiras britânicas para atrair partes da Grande Frota, onde poderiam ser destruídas pela Frota de Alto Mar. O ataque a Scarborough, Hartlepool e Whitby em 15-16 de dezembro de 1914 foi a primeira operação desse tipo. Na noite de 15 de dezembro, a frota de batalha alemã de cerca de doze encouraçados —incluindo Kaiser e seus quatro irmãos — e oito pré-dreadnoughts chegaram a 19 quilômetros de um esquadrão isolado de seis couraçados britânicos. Entretanto, marcações entre as telas dos contratorpedeiros rivais na escuridão convenceram Ingenohl de que ele estava enfrentando toda a Grande Frota. Sob ordens do Kaiser Wilhelm II para evitar arriscar a frota desnecessariamente, Ingenohl rompeu o combate e voltou a frota de batalha para a Alemanha.
Após a perda do SMS Blücher na Batalha de Dogger Bank em janeiro de 1915, o Imperador removeu Ingenohl de seu posto em 2 de fevereiro. O almirante Hugo von Pohl substituiu-o como comandante da frota. Pohl conduziu uma série de avanços de frota em 1915, nos quais o Kaiser participou; na primeira, em 29-30 de março, a frota partiu para o norte de Terschelling e retornou sem incidentes. Outra seguiu-se nos dias 17 e 18 de abril, onde o Kaiser e o restante da frota cobriram uma operação do II Grupo de Reconhecimento. Três dias depois, em 21 e 22 de abril, a Frota de Alto Mar avançou em direção a Dogger Bank, embora novamente não tenha conseguido encontrar nenhuma força britânica. O Kaiser estava atracado em Kiel para manutenção periódica durante a operação de 17 a 18 de maio, mas voltou com a frota para a surtida de 29 a 30 de maio, durante a qual a frota avançou até Schiermonnikoog antes de ser forçado a voltar devido ao mau tempo. Em 10 de agosto, a frota navegou para o norte de Helgoland para cobrir o retorno do cruzador auxiliar Meteor. Um mês depois, em 11 e 12 de setembro, a frota cobriu outra operação de colocação de minas em Swarte Bank. A última operação do ano, realizada em 23 e 24 de outubro, foi um avanço sem resultado na direção de Horns Reef.
Em 12 de janeiro de 1916, o almirante Reinhard Scheer substituiu Pohl como comandante da frota. O Kaiser esteve presente durante o avanço da frota de 5 a 7 de março, embora isso também tenha terminado sem ação. Enquanto estava no porto de Kiel, o pré-dreadnought Hannover colidiu acidentalmente com o Kaiser, embora nenhum dos navios tenha sido seriamente danificado. Scheer deu continuidade à série de operações de frota praticadas por seus antecessores; a frota realizou varreduras no Mar do Norte em 26 de março, 2 a 3 de abril e 21 a 22 de abril. Os cruzadores de batalha realizaram outro ataque na costa inglesa em 24 e 25 de abril, durante o qual o Kaiser e o resto da frota forneceram apoio distante. Scheer planejou outro ataque para meados de maio, mas o cruzador de batalha Seydlitz atingiu uma mina durante o ataque anterior e o trabalho de reparo forçou a operação a ser adiada até o final do mês.

#### Batalha da Jutlândia

Diagrama da Batalha da Jutlândia mostrando os principais movimentos

Quase imediatamente após o ataque a Lowestoft, Scheer começou a planejar outra incursão no Mar do Norte. Ele pretendia inicialmente lançar a operação em meados de maio, altura em que os danos causados pela mina no Seydlitz estavam programados para serem reparados — Scheer não estava disposto a embarcar em um grande ataque sem suas forças de cruzadores de batalha com força total. No entanto, em 9 de maio, vários couraçados apresentaram problemas com seus motores, o que atrasou ainda mais a operação, até 23 de maio. Em 22 de maio, o Seydlitz ainda não estava totalmente reparado, e a operação foi novamente adiada, desta vez para 29 de maio. Ao meio-dia de 29 de maio, os reparos no Seydlitz foram finalmente concluídos e o navio retornou ao I Grupo de Reconhecimento. O plano previa que os cruzadores de batalha de Hipper navegassem para o norte, até o Skagerrak, com a intenção de atrair uma parte da frota britânica para que pudesse ser destruída pelos navios de guerra de Scheer.
O Kaiser e o resto do III Esquadrão de Batalha eram a unidade líder da Frota de Alto Mar; os quatro couraçados da Classe König lideraram a linha. O Kaiser, a nau capitânia do Konteradmiral H. Nordmann, estava diretamente à popa dos quatro Königs. O I Esquadrão de Batalha, composto por oito couraçados das classes Helgoland e Nassau, seguiu o III Esquadrão, com os seis pré-dreadnoughts do II Esquadrão de Batalha na retaguarda. Os cinco cruzadores de batalha de Hipper deixaram o estuário de Jade às 02h00 do dia 31 de maio; Scheer, com a Frota de Alto Mar, seguiu uma hora e meia depois.
Pouco antes das 16h00 CET, os cruzadores de batalha do I Grupo de Reconhecimento encontraram o 1º Esquadrão de Cruzadores de Batalha Britânico, sob o comando de David Beatty. Os navios adversários iniciaram um duelo de artilharia que viu a destruição do Indefatigable, pouco depois das 17h00, e o Queen Mary, menos de meia hora depois. A essa altura, os cruzadores de batalha alemães estavam navegando para o sul a fim de atrair os navios britânicos em direção ao corpo principal da Frota de Alto Mar. Às 17h30, a tripulação do König avistou o I Grupo de Reconhecimento e o 1º Esquadrão de Cruzadores de Batalha se aproximando. Os cruzadores de batalha alemães navegavam para estibordo, enquanto os navios britânicos navegavam para bombordo. Às 17h45, Scheer ordenou uma curva de dois pontos para bombordo para aproximar seus navios dos cruzadores de batalha britânicos e, um minuto depois, às 17h46, foi dada a ordem de abrir fogo.
Entre 17h48 e 17h52, o Kaiser, Kronprinz, Friedrich der Grosse, e todos os oito couraçados do I Esquadrão abriram fogo contra vários navios do 2º Esquadrão de Cruzadores Leves; o Kaiser, Ostfriesland e o Nassau enfrentaram o HMS Southampton, embora apenas o Nassau conseguiu acertar o cruzador. No espaço de oito minutos, o Kaiser disparou onze salvas no Southampton sem sucesso. O 2º LCS então recuou para fora do alcance, tendo escapado praticamente ileso. Às 17h58, Scheer ordenou que a frota atingisse a velocidade máxima; a maior velocidade do König aumentou a distância entre o Kaiser e ele rapidamente. Às 18h05, o Southampton voltou a entrar em campo de batalha, com o Kaiser abrindo fogo. O couraçado disparou quatro salvas a uma distância de 12 mil metros, embora novamente sem marcar nenhum acerto. Após três minutos de disparo, as armas do Kaiser silenciaram novamente.
A partir das 18k10, o Kaiser começou a disparar contra o encouraçado Malaya do 5º Esquadrão de Batalha; no espaço de 25 minutos, o Kaiser disparou 27 salvas a uma distância média de 17 300 metros. Os contratorpedeiros britânicos Nestor e Nomad, que tinham sido desativados no início do combate, estavam diretamente no caminho da Frota de Alto Mar que avançava. Pouco antes das 18h30, o Kaiser e seus três navios irmãos abriram fogo contra o Nomad com suas baterias secundárias. Uma saraivada de projéteis de 150 milímetros cobriu o navio; um incêndio começou e um projétil detonou o depósito de munição dianteir. O Nomad afundou com a popa primeiro às 18h30. O Nestor, entretanto, foi destruído pelos couraçados do I Esquadrão.
Pouco depois das 19h00, o cruzador alemão Wiesbaden foi desativado por um projétil do cruzador de batalha britânico Invincible; o Contra-almirante Behncke baseado no König tentou manobrar o III Esquadrão para cobrir o cruzador atingido. Simultaneamente, os 3º e 4º esquadrões de cruzadores leves britânicos iniciaram um ataque de torpedos na linha alemã; enquanto avançavam para o alcance dos torpedos, eles sufocaram o Wiesbaden com fogo de seus canhões principais. Os oito couraçados do III Esquadrão dispararam contra os cruzadores britânicos, mas mesmo o fogo sustentado dos canhões principais não conseguiu afastar os cruzadores britânicos. Os cruzadores blindados Defence, Warrior e Black Prince se juntaram ao ataque ao danificado Wiesbaden. Entre 19h14 e 19h17, o Kaiser e vários outros couraçados e cruzadores de batalha abriram fogo contra o Defence e o Warrior. O Defence foi atingido por vários projéteis de alto calibre dos encouraçados alemães. Uma salva penetrou nos depósitos de munição do navio e, numa explosão maciça, destruiu o cruzador.
Enquanto o Warrior se afastava para o oeste, os couraçados da Classe Queen Elizabeth do 5º Esquadrão de Batalha se juntaram à Grande Frota, que entrava na batalha pelo norte. No entanto, o Warspite foi forçado a sair da linha para o sul, em direção à frota alemã que se aproximava. O Warspite foi alvo de fogo intenso dos couraçados alemães que se aproximavam; o Kaiser acertou um golpe no Warspite que danificou seu mecanismo de direção e o forçou a navegar em círculos, fora de controle. Depois de completar dois círculos completos e sofrer 13 ataques pesados, o Warspite recuperou o controle e se juntou novamente ao esquadrão. No entanto, por volta das 20h00 o aparelho de governo voltou a falhar, pelo que o navio foi forçado a retirar-se do combate.
Às 20h15, a frota alemã enfrentou a Grande Frota pela segunda vez e foi forçada a se desviar; ao fazer isso, a ordem da linha alemã foi invertida. O Kaiser era agora o quinto navio da retaguarda da linha alemã, à frente apenas dos quatro Königs. O Kaiser foi atingido duas vezes em rápida sucessão por projéteis de alto calibre, às 20h23 e três minutos depois. Os projéteis perfurantes com reforço balístico vieram do Agincourt. Um projétil penetrou no convés superior e caiu em um compartimento abaixo da casamata nº 7; o projétil não explodiu e, em vez disso, se desfez com o impacto, iniciando um pequeno incêndio que foi rapidamente extinto. O outro projétil provavelmente explodiu fora do navio.
Pouco antes das 21h30, o Kaiser, Prinzregent Luitpold, e o Markgraf avistaram forças leves britânicas se aproximando. Os navios alemães abriram fogo a uma distância de cerca de 7 300 metros com seu armamento principal e secundário. O cruzador ligeiro Calliope foi seriamente danificado, o que obrigou os navios britânicos a retirarem-se. Por volta das 23h30, a frota alemã se reorganizou na formação de cruzeiro noturno. O Kaiser era o décimo segundo navio, no centro da linha de 24 belonaves.
Após uma série de combates noturnos entre os principais couraçados e os contratorpedeiros britânicos, a Frota de Alto Mar atravessou as forças leves britânicas e chegou ao recife de Horns às 04h00 do dia 1 de Junho. A frota alemã chegou a Wilhelmshaven algumas horas depois; os couraçados do I Esquadrão tomaram posições defensivas no ancoradouro externo e o Kaiser, Kaiserin, Prinzregent Luitpold, e o Kronprinz estavam prontos do lado de fora da entrada de Wilhelmshaven. O restante dos couraçados e cruzadores de batalha entraram em Wilhelmshaven, onde aqueles que ainda estavam em condições de combate reabasteceram seus estoques de carvão e munição. Os dois impactos de projéteis sofridos pelo Kaiser tinham sido em grande parte ineficazes, ferindo apenas um membro da tripulação.

#### Operações subsequentes
Em 18 de agosto, o Almirante Scheer tentou repetir a operação de 31 de maio; os dois cruzadores de batalha alemães em serviço — Moltke e Von der Tann — apoiados por três encouraçados, deveriam bombardear a cidade costeira de Sunderland na tentativa de atrair e destruir os cruzadores de batalha de Beatty. O resto da frota, incluindo o Kaiser, ficariam atrás e forneceriam cobertura. Os britânicos estavam cientes dos planos alemães e enviaram a Grande Frota para enfrentá-los, levando à ação de 19 de agosto de 1916. Às 14h35, o Almirante Scheer foi avisado da aproximação da Grande Frota e, não querendo enfrentar toda a Grande Frota apenas onze semanas após o encontro decididamente próximo na Jutlândia, voltou suas forças e recuou para os portos alemães.
Outro avanço da frota ocorreu de 18 a 20 de outubro, embora tenha terminado sem encontrar nenhuma unidade britânica. Duas semanas depois, em 4 de novembro, o Kaiser participou de uma expedição à costa ocidental da Dinamarca para ajudar dois U-boats — U-20 e U-30 — que ficaram encalhados lá. Em 1 de dezembro, a Frota de Alto Mar foi reorganizada; o Kaiser e seus irmãos foram transferidos para o recém-criado IV Esquadrão de Batalha, com o Kaiser como o carro-chefe. Em 1917, a política de guerra submarina irrestrita foi restabelecida; as unidades de superfície da marinha alemã foram, portanto, encarregadas de cobrir as partidas e chegadas dos U-boats. Como resultado, o Kaiser passou a maior parte do ano em serviço de piquete na Baía Alemã. Em maio de 1917, o Kaiser foi para o cais para manutenção periódica.

#### Operação Albion

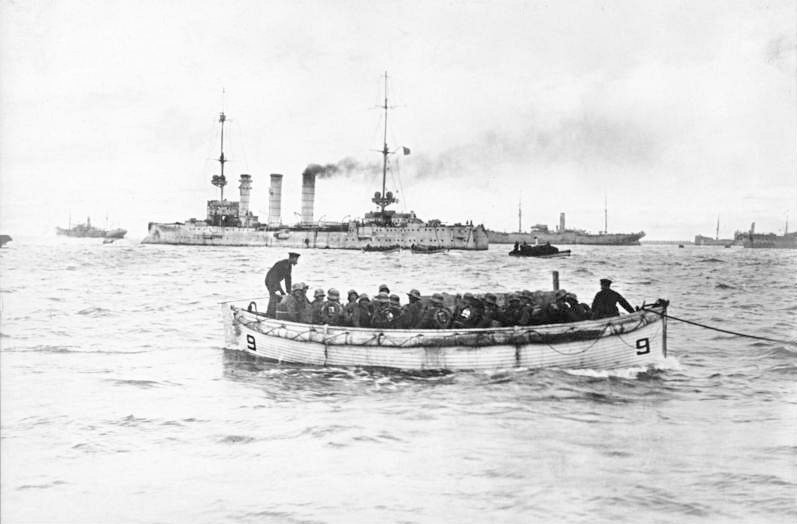
Tropas alemãs desembarcando em Ösel

No início de setembro de 1917, após a conquista do porto russo de Riga pelo Exército Alemão, a Marinha decidiu eliminar as forças navais russas que ainda controlavam o Golfo de Riga. O Admiralstab (o Alto Comando da Marinha) planejou uma operação para tomar a ilha báltica de Ösel, e especificamente as baterias de armas russas na península de Sworbe. Em 18 de setembro, foi emitida a ordem para uma operação conjunta com o exército para capturar as ilhas Ösel e Moon; o componente naval primário foi organizado em uma Unidade Especial, que incluía o navio-almirante Moltke, juntamente com o IV Esquadrão de Batalha da Frota de Alto Mar. O IV Esquadrão era composto pelas V e VI Divisões. A V Divisão incluía os quatro Königs, e nessa época foi ampliado com o novo encouraçado Bayern. A VI Divisão consistia nos cinco Kaisers. Junto com 9 cruzadores leves, 3 flotilhas de torpedeiros e dezenas de caça-minas, a força total contava com cerca de 300 navios, apoiados por mais de 100 aeronaves e 6 zepelins. A força invasora era composta por aproximadamente 24 600 oficiais e soldados. Opondo-se aos alemães estavam os antigos pré-dreadnoughts russos Slava e Tsesarevich, os cruzadores blindados Bayan, Admiral Makarov e Diana, 26 contratorpedeiros e vários torpedeiros e canhoneiras. A guarnição em Ösel contava com cerca de 14 mil homens.
Em 24 de setembro, o Kaiser deixou Kiel, com destino ao Putziger Wiek, onde se encontrou com vários outros couraçados. De lá, o navio seguiu para Libau, onde chegou em 10 de outubro. Dois dias depois, na manhã de 12 de outubro, o Kaiser, junto com suas irmãs Kaiserin e Prinzregent Luitpold, abriu fogo contra as baterias costeiras russas no Cabo Hundsort. Em 14 de outubro o Kaiser enfrentou o contratorpedeiro russo Grom e desativou o motor do navio com um único tiro. O Grom foi capturado e levado a reboque, mas naufragou rapidamente. O Kaiser então bombardeou posições russas no Cabo Toffri em 16 de outubro.
Em 20 de outubro, os combates nas ilhas estavam diminuindo; Moon, Ösel e Dagö estavam sob posse alemã. No dia anterior, o Admiralstab ordenou a cessação das ações navais e o regresso dos encouraçados à Frota de Alto Mar o mais rapidamente possível. Em 31 de outubro o Kaiser e o restante da Unidade Especial foi destacado da operação e enviado de volta para Kiel, onde chegaram em 2 de novembro. O Kaiser estava de volta ao Mar do Norte em 7 de novembro.

#### Operações finais
O Kaiser e o Kaiserin foram designados para tarefas de segurança na baía em 17 de novembro; eles foram encarregados de fornecer apoio ao II Grupo de Patrulha (II SG) e a vários caça-minas. Dois cruzadores ligeiros britânicos, Calypso e Caledon, atacaram os caça-minas e o II SG na Segunda Batalha de Helgoland. O Kaiser e seu irmão intervieram e atingiram um dos cruzadores leves. Os dois navios enfrentaram brevemente o cruzador de batalha Repulse, mas nenhum dos lados acertou em cheio e o comandante alemão não conseguiu pressionar o ataque.
Em 2 de fevereiro de 1918, o cruzador leve Stralsund atingiu uma mina; o Kaiser estava entre os navios que partiram para escoltar o cruzador danificado de volta ao porto. O navio também esteve presente durante o avanço da frota em 23-24 de abril. A operação tinha como objetivo interceptar um comboio britânico fortemente escoltado para a Noruega de 23 a 25 de abril, embora a operação tenha sido cancelada quando o cruzador de batalha Moltke sofreu danos mecânicos. Nos últimos meses da guerra, o capitão Hermann Bauer assumiu o comando do navio; seu período no comando durou de agosto a novembro.
O Kaiser deveria ter participado de uma ação final da frota dias antes do Armistício, uma operação que previa a maior parte da Frota de Alto Mar partindo de sua base em Wilhelmshaven para enfrentar a Grande Frota Britânica. A fim de manter uma melhor posição de negociação para a Alemanha, os almirantes Hipper e Scheer pretendiam infligir o máximo de danos possível à marinha britânica, qualquer que fosse o custo para a frota. Consequentemente, em 29 de outubro de 1918, foi dada ordem de partida de Wilhelmshaven para consolidar a frota no ancoradouro de Jade, com intenção de partir na manhã seguinte. No entanto, a partir da noite de 29 de outubro, os marinheiros do Thüringen amotinaram-se. A agitação se espalhou para outros couraçados, o que forçou Hipper e Scheer a cancelar a operação.

### Destino

Mapa dos navios afundados mostrando Kaiser (#18); clique para uma visualização maior

Após a capitulação da Alemanha em novembro de 1918, a maioria dos navios da sua frota foram internados na base naval britânica em Scapa Flow, sob o comando do contra-almirante Ludwig von Reuter. Antes da partida da frota alemã, o almirante Adolf von Trotha deixou claro a Reuter que não poderia permitir que os Aliados apreendessem os navios, sob quaisquer condições. A frota se encontrou com o cruzador leve britânico Cardiff, que levou os navios até a frota aliada que deveria escoltar os alemães até Scapa Flow. A enorme flotilha era composta por cerca de 370 navios de guerra britânicos, americanos e franceses. Uma vez que os navios foram internados, seus canhões foram desativados através da remoção de seus blocos de culatra. A frota permaneceu em cativeiro durante as negociações que finalmente produziram o Tratado de Versalhes.
Uma cópia do The Times informou à Reuters que o Armistício expiraria ao meio-dia de 21 de junho de 1919, prazo final para a Alemanha assinar o tratado de paz. Reuter chegou à conclusão de que os britânicos pretendiam capturar os navios alemães após o término do Armistício. Sem saber que o prazo havia sido estendido até o dia 23, Reuter ordenou que os navios fossem afundados. Na manhã de 21 de junho, a frota britânica deixou Scapa Flow para realizar manobras de treinamento e, às 11h20, Reuter transmitiu a ordem aos seus navios. O Kaiser afundou às 13h24; o navio foi içado em 1929 e desmontado para sucata em Rosyth a partir de 1930.